# Tártaro (mitologia)
O Tártaro (em grego:  Τάρταρος, transl.: Tártaros), na mitologia grega,  é personificado por um dos deuses primordiais, nascidos a partir do Caos (apesar de alguns autores o considerarem irmão de Caos). Suas relações com Gaia geraram as mais terríveis bestas da mitologia grega, entre elas o poderoso Tifão.
Assim como Gaia é a personificação da Terra e Urano a personificação do Céu, Tártaro é a personificação do Mundo Inferior. Nele estão as cavernas e grutas mais profundas e os cantos mais terríveis do reino de Hades, o mundo dos mortos, para onde todos os inimigos do Olimpo são enviados e onde são castigados por seus crimes. Lá os titãs são aprisionados por Zeus (Júpiter), Hades (Plutão) e Poseidon (Netuno) após a Titanomaquia.
Na Ilíada, de Homero, representa-se este mitológico Tártaro como prisão subterrânea 'tão abaixo do Hades quanto a terra é do céu'. Segundo a mitologia, nele são aprisionados somente os deuses inferiores, Cronos e outros  titãs, enquanto que os seres humanos, são lançados no submundo, governado por Hades.

## Mito

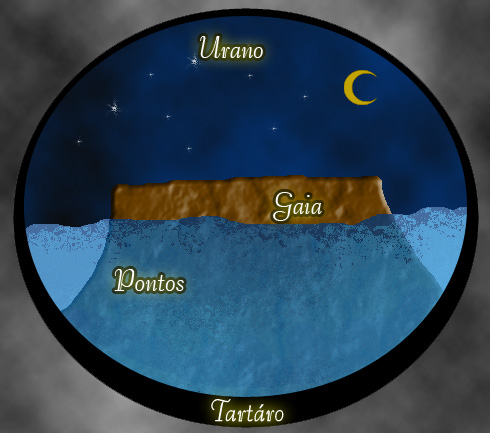
O mundo primordial, segundo a mitologia grega.

O poeta grego Hesíodo garantiu que uma bigorna de bronze cairia do céu durante nove dias até alcançar a terra, e que cairia outros nove dias até atingir o Tártaro. Sendo um lugar tão profundo no chão, estava coberto por três camadas de noites, que se seguiam a um muro feito de bronze a cercar este distante subterrâneo.
É um poço úmido, frio e desgraçadamente imerso na mais tenebrosa escuridão.
Enquanto, segundo a mitologia grega, o Submundo (Érebo, reino de Hades) é o lugar para onde iam os mortos, o Tártaro tinha vários moradores. Quando Cronos era o titã que governava o mundo, prendeu os ciclopes no Tártaro. Zeus os libertou, para que o ajudassem na sua luta contra os titãs - que acabaram sendo derrotados pelos deuses do Olimpo, e aprisionados neste desolador tugúrio. Ficaram vigiados por enormes gigantes, cada um com 50 grandes cabeças e 100 fortes braços, chamados hecatônquiros. Mais tarde, quando Zeus derrotou o monstro Tifão, filho de Tártaro com Gaia, também o lançou neste mesmo poço de água.
O Tártaro também é o local onde o crime encontra seu castigo. Um bom exemplo é o de Sísifo, ladrão e assassino, condenado a eternamente empurrar uma rocha ladeira acima - apenas para vê-la novamente descer com o próprio peso. Também ali se encontrava Íxion, o primeiro homem a derramar o sangue de um parente. Fez com que o seu sogro caísse num fosso cheio de carvões em brasa para assim evitar o pagamento do dote pela esposa. Seu justo castigo foi o de passar toda a eternidade girando uma roda em chamas. Tântalo, que desfrutava da confiança dos deuses, conversando e ceando com eles, dividiu a comida e os segredos divinos aos seus amigos. Sua punição pela perfídia consistia em ser mergulhado até o pescoço em água fria, que desaparecia sempre que tentava bebê-la para aplacar a enorme sede, além de ver frutificando logo acima de sua cabeça deliciosas uvas que, quando tentava colhê-las, subiam para fora de seu alcance.

### Mitologia romana
Para os romanos, o Tártaro é o lugar para onde são enviados os pecadores. Virgílio o descreve na Eneida (livro VI). como um lugar gigantesco, rodeado pelo rio de fogo Flegetonte, cercado por tripla muralha que impede a fuga dos pecadores.
Nesta versão, é guardado por uma Hidra com 50 enormes faces negras, que se postava diante dum portão rangente, e protegida por colunas feitas de adamante (material supostamente indestrutível, similar ao diamante), tão duras que nada poderia cortá-las. No seu interior havia um castelo com amplas muralhas e um alto torreão de ferro. Tisífone, a Fúria que representava a Vingança, é a vigia que jamais dorme no alto deste torreão, chicoteando os condenados a ali passar a eternidade.
No interior deste castelo há um poço que desce até as profundezas da terra, no dobro da distância que há entre a terra dos mortais e o Olimpo. No fundo deste poço estão os Titãs, os Aloídas (gigantes gêmeos) e muitos outros criminosos.
No próprio Tártaro estão milhares de outros criminosos, recebendo castigos semelhantes aos dos mitos gregos.
A Segunda Carta de São Pedro faz referência a esta tradição latina, chamando Tártaro (ταρταρώσας) ao castigo dos anjos caídos (II Pedro, 2:4):
"Em realidade, se Deus não perdoou aos anjos que pecaram, mas, precipitados no tártaro, ele os entregou às cadeias das trevas para serem atormentados e reservados até ao juízo…"
Radamanto, Éaco e Minos são os juízes dos mortos, e decidiam quem deveria ir para o Tártaro. Radamanto julgava as almas asiáticas; Éaco, as europeias; Minos tinha o voto decisivo, final, e é quem julgava os gregos.